# ルイーゼ・エリーザベト・フォン・クールラント
ルイーゼ・エリーザベト・フォン・クールラント（Luise Elisabeth von Kurland, 1646年8月12日 - 1690年12月16日）は、リヴォニアのクールラント公爵家の公女で、ドイツのヘッセン＝ホンブルク方伯フリードリヒ2世の2番目の妻。

## 生涯
クールラント公ヤーコプ・ケトラーとその妻でブランデンブルク選帝侯ゲオルク・ヴィルヘルムの娘であるルイーゼ・シャルロッテの間の第1子、長女として生まれた。1670年10月23日にケルンにおいて、ヘッセン＝ホンブルク伯ヴィルヘルム・クリストフの末弟フリードリヒと結婚した。フリードリヒはルイーゼとの結婚に際し、ルター派から改革派に改宗した。フリードリヒの宗旨替えはこの結婚で結びつくことが出来たブランデンブルク選帝侯家およびヘッセン＝カッセル方伯家と信仰を同じくすることで、より結びつきを強めることが目的だった。ルイーゼはヘッセン＝カッセル方伯カールの夫人アマーリアの実姉であり、また大選帝侯フリードリヒ・ヴィルヘルムの姪であった。
1681年に夫がホンブルク方伯家を継いだ後、ルイーゼは方伯夫人として領内のフリードリヒスドルフやドルンホルツハウゼン（Dornholzhausen）に故郷を追われたユグノーやヴァルド派の移住させた。この移民がヴェファーリンゲンやバート・ホンブルクにおける改革派共同体の形成の基盤となった。

## 子女
- シャルロッテ（1672年 - 1738年） - 1694年、ザクセン＝ヴァイマル公ヨハン・エルンスト3世と結婚
- フリードリヒ・ヤーコプ（1673年 - 1746年） - ヘッセン＝ホンブルク方伯
- カール・クリスティアン（1674年 - 1695年） - 大同盟戦争で戦死
- ヘートヴィヒ・ルイーゼ（1675年 - 1760年） - 1718年、アダム・フリードリヒ・フォン・シュリーベン伯爵と結婚
- フィリップ（1676年 - 1703年） - スペイン継承戦争で戦死
- ヴィルヘルミーネ・マリア（1678年 - 1770年） - 1711年にアルデンブルク伯アントン2世と結婚
- エレオノーレ・マルガレーテ（1679年 - 1763年） - ヘルフォルト女子修道院の修道女
- エリーザベト・フランツィスカ（1681年 - 1707年） - 1702年、ナッサウ＝ジーゲン侯フリードリヒ・ヴィルヘルム1世と結婚
- ヨハンナ・エルネスティーネ（1682年 - 1698年）
- フェルディナント（1683年）
- カール・フェルディナント（1684年 - 1688年）
- カジミール・ヴィルヘルム（1690年 - 1726年）